# Колин (фильм)
«Колин» (англ. Colin) — американский фильм ужасов режиссёра Марка Прайса. Фильм получил награды нескольких хоррор-фестивалей и был показан в Каннах.
На роли зомби актеры набирались через Facebook и Myspace. Фильм был выпущен на DVD в октябре 2010 года.

## Сюжет
Эпидемия, превращающая заболевших в зомби, охватывает Великобританию. Главный герой фильма — Колин, заболевший от укуса зомби. Полтора часа зритель смотрит на мир его глазами.
Колин скитается по улицам и встречается со своей живой сестрой Линдой и её друзьями. Она узнает брата и просит друзей не убивать его. В начавшейся потасовке Колин кусает сестру за руку.
Вечером Колина ловят, Линда показывает брату старые фотографии, надеясь пробудить в нём остатки человечности, но все без толку. Колина перевозят в его же дом и запирают в гостиной, наблюдая за ним через окно. Колин убегает. На улице он сталкивается с группой людей, убивающих зомби и забивающих насмерть своих соратников, укушенных в драке.
Колин приходит к дому Лауры, своей девушки. В этот момент события фильма возвращаются в недалекое прошлое, где Колин находит Лауру, умирающую в этот момент. После этого Колин, ещё здоровый, направляется в дом своего друга Дэмиена, который, оказавшись зомби, заражает Колина в начале фильма.

## В ролях
- Аластер Киртон — Колин
- Дэйзи Эйткенс — Линда
- Доминик Бёрджесс — Потс
- Тат Уолли — парень
- Лиэнн Пэммен — Лаура
- Кейт Олдермен — фальшивая Лаура
- Джастин Митчелл-Дэйви — парень с рогаткой
- Керри Оуэн — мать Колина
- Ли Крокомб — Дэмиен
- Хелена Мартин — жена Потса

## Критика
На сайте Rotten Tomatoes фильм имеет рейтинг 48 % на основе 27 рецензий со средним баллом 4,6 из 10.